# Saison 2019 des Astros de Houston
La saison 2019 des Astros de Houston est la 58e saison en Ligue majeure de baseball pour cette franchise et sa 7e en la Ligue américaine.